# Magda Zsabka
Magda Zsabka (26 dicembre 1923 – 17 ottobre 1970) è stata una schermitrice ungherese, vincitrice di tre medaglie d'oro ai campionati mondiali di scherma.